# Dynamik (Versicherung)
Im Versicherungsbereich bezeichnet Dynamik oder dynamische Erhöhung die vertraglich vereinbarte regelmäßige – meist jährliche – Erhöhung der Beiträge und Leistungen eines Versicherungsvertrages. Ziel ist die Anpassung des Vertragsumfangs an die vermutete Änderung des Bedarfs während der Vertragsdauer. Die Erhöhung erfolgt vereinbarungsgemäß entweder mit einem festen Faktor oder nach einem Index, der weitgehend der erwarteten Bedarfsänderung entspricht. Grund für die vertragliche Vereinbarung vorab ist zum einen eine gegenseitige Vereinfachung, da die Vertragsanpassungen nicht jeweils von den Parteien neu vereinbart werden müssen. Dazu kommen oft noch zusätzliche Vorteile, z. B. kann die Geltung der ursprünglich vereinbarten Konditionen auch auf die Erhöhungen ausgedehnt sein, so dass ggf. in der Zwischenzeit erfolgende Tariferhöhungen oder in der Lebensversicherung durch verschlechterten Gesundheitszustand, wie sie bei später vereinbarten Erhöhungen zu berücksichtigen wären, sich nicht auswirken. Steuerlich gelten im gewissen Rahmen direkt bei Vertragsabschluss vereinbarte Erhöhungen als Bestandteil des ursprünglichen Vertrages, so dass die Erhöhungen steuerlich genauso wie der Grundvertrag behandelt werden. Soweit im Rahmen der veränderten steuerlichen Begünstigung von Lebensversicherungen für bestehende Verträge noch bisherige vorteilhafte Regelungen Anwendung finden, kann das Anrecht auf zukünftige dynamische Erhöhungen einen steuerlichen Vorteil bedeuten. Andererseits besteht auch bei dynamischen Erhöhungen die Gefahr, dass sich der Vertrag nicht bedarfsgemäß entwickelt oder dass die dynamischen Erhöhungen zu Konditionen erfolgt, die nicht wettbewerbsgerecht oder zu hoch mit Kostenzuschlägen belastet sind.
Die Dynamik unterscheidet sich von einem Vertrag mit Steigerungsvereinbarung dadurch, dass die Erhöhung nicht unwiderruflich vereinbart ist, sondern der Versicherungsnehmer die Möglichkeit hat, der einzelnen Erhöhung zu widersprechen. Solche Widersprüche sind allerdings meist nicht unbegrenzt möglich. Je nach Vertrag können mehrere Widersprüche in Folge zum Ausschluss weiterer dynamischer Erhöhungen führen.
Abhängig von der Versicherungsart (z. B. Sach- oder Personenversicherung) wird Dynamik in unterschiedlichen Ausprägungen angeboten. Als Unterscheidungskriterium wird verwendet:
- Dynamikart: Beitrags- oder Leistungsdynamik
  - Bei der Leistungsdynamik wird die Erhöhung ausgehend von der versicherten Leistung (z. B. Versicherungssumme) berechnet. Bei einer 5%igen Dynamik wird beispielsweise die Versicherungssumme einer Lebensversicherung von 100.000 Euro auf 105.000 Euro erhöht. Die damit verbundene Erhöhung des  Beitrags, bestimmt auf der vertraglichen Berechnungsbasis für Beiträge und Leistungen, wird in der Lebensversicherung normalerweise höher als 5 % liegen.
  - Bei der Beitragsdynamik wird der Beitrag um beispielsweise 5 % von 100 Euro monatlich auf 105 Euro monatlich erhöht. Die sich damit verbundene Erhöhung der versicherten Leistung, bestimmt auf der vertraglichen Berechnungsbasis für Beiträge und Leistungen, wird in der Lebensversicherung normalerweise niedriger als 5 % betragen.

- Dynamikumfang: Voll- oder Teildynamik
  - Bei der Volldynamik wird der Gesamtbeitrag bzw. alle Leistungsteile des Versicherungsvertrags erhöht.
  - Bei der Teildynamik werden nur die Beiträge für einzelne Teilleistungen bzw. diese Teilleistungen erhöht, beispielsweise nur die Leistung im Erlebensfall oder nur die Leistung im Todesfall.

- Erhöhungsmaßstab: Der Erhöhungsmaßstab kann der Höhe nach als fester Faktor oder als Index festgelegt sein, z. B. 5 % jährlich oder eine andere, eindeutig nachprüfbare Größe sein (z. B. an die Steigerung der Beitragsbemessungsgrenze der gesetzlichen Rentenversicherung, Jahreseinkommen der versicherten Person, Baupreisindex etc.)

Generell sind Versicherer und Versicherungsnehmer in der vertraglichen Gestaltung der Dynamik frei (Vertragsfreiheit), so dass sich in der Praxis sehr unterschiedliche Spielarten finden. Bei den meisten Versicherungen akzeptiert der Versicherer auch nachträglich noch den Einschluss einer Dynamik in einen bestehenden Versicherungsvertrag (sofern der Versicherer auch bei Abschluss für diesen Vertrag eine Dynamik angeboten hat). Allerdings kommt es bei einem nachträglichen Einschluss in der Regel zu einer erneuten Risikoprüfung.